# Staphida everetti
Staphida everetti (лат.) — вид воробьиных птиц из семейства белоглазковых (Zosteropidae).

## Таксономия
Видовое название everetti дано в честь британского колониального администратора и натуралиста Альфреда Харта Эверетта.
Ранее Staphida everetti, Staphida torqueola и Staphida castaniceps считались одним единым видом.

## Распространение
Обитает на острове Калимантане, на территории Брунея, Индонезии и Малайзии. Живёт в горных и предгорных лесах.
Обычный вид, один из наиболее частых в своем ареале. МСОП присвоил виду охранный статус «Вызывающие наименьшие опасения» (LC).